# Lumigny-Nesles-Ormeaux
Lumigny-Nesles-Ormeaux is een gemeente in het Franse departement Seine-et-Marne (regio Île-de-France) en telt 1319 inwoners (1999). De gemeente maakt deel uit van het arrondissement Provins.

## Geschiedenis
De gemeente werd op 1 januari 1973 gevormd door de fusion-association van de toenmalige gemeenten Lumigny, Nesles en Ormeaux. Het gemeentehuis bevindt zich in Lumigny.

## Geografie
De oppervlakte van Lumigny-Nesles-Ormeaux bedraagt 36,8 km², de bevolkingsdichtheid is 35,8 inwoners per km².
De onderstaande kaart toont de ligging van Lumigny-Nesles-Ormeaux met de belangrijkste infrastructuur en aangrenzende gemeenten.

## Demografie
Onderstaande figuur toont het verloop van het inwonertal (bron: INSEE-tellingen).

1. ↑  Populations de référence 2022.